# Кисляков, Александр Борисович
Александр Борисович Кисляков (9 марта 1968) — советский и российский футболист, полузащитник.
Воспитанник СДЮШОР «Смена» Ленинград. В 1985—1987, 1989 годах провёл в дубле местного «Зенита» 52 игры, забил 3 гола. В основной команде в 1987 году сыграл 4 матча:
- 18 июня, «Зенит» — «Торпедо» Москва, чемпионат СССР — вышел на замену на 87 минуте[2].
- 6 июля, «Зенит» — «Дружба» Майкоп, первый матч 1/16 Кубка СССР — заменён на 58 минуте[3].
- 10 июля, «Нефтчи» — «Зенит», чемпионат СССР — заменён на 55 минуте[4].
- 29 августа, «Кайрат» — «Зенит», Кубок Федерации — вышел на замену на 37 минуте[5].

В 1990 году играл в «Динамо» Ленинград — 23 матча, 1 гол, 1991 год провёл в украинской «Буковине» Черновцы в первой лиге, в следующем году сыграл за клуб 6 матчей в чемпионате Украины. Затем играл в низших российских лигах за клубы «Смена-Сатурн» / «Сатурн-1991» СПб (1992—1995), «Металлург» Пикалёво (1995—1997), «Кондопога» (1998—1999).